# Justin Feser
Justin Feser (* 29. Juli 1992 in Red Deer, Alberta) ist ein deutsch-kanadischer Eishockeyspieler, der seit Juni 2023 bei den Grizzlys Wolfsburg aus der Deutschen Eishockey Liga (DEL) unter Vertrag steht und dort auf der Position des Centers spielt. Zuvor war Feser bereits für die Krefeld Pinguine, Fischtown Pinguins Bremerhaven sowie den ERC Ingolstadt in der DEL aktiv und spielte ebenso für den EHC Olten in der Schweizer National League B (NLB).

## Karriere
Die ersten beiden Jahre seiner Karriere verbrachte Feser in seiner Heimatstadt in Red Deer, ehe es ihn in die Vereinigten Staaten zu den Tri-City Americans in die Western Hockey League (WHL) zog. Beim WHL-Franchise verbrachte er fünf Spielzeiten und führte die Mannschaft in der Saison 2012/13 als Mannschaftskapitän aufs Eis. Als die Saison in der Western Hockey League beendet war, unterschrieb er einen Try-Out-Vertrag bei den Portland Pirates in der American Hockey League (AHL).
Nach sechs Spielen in der AHL wechselte Feser in die Schweiz zum EHC Olten in die zweitklassige National League B (NLB) und spielte vier Jahre lang sehr erfolgreich auf, ehe er zur Saison 2017/18 nach Deutschland zu den Krefeld Pinguinen wechselte. Nach nur einer Saison in Krefeld verschlug es den Mittelstürmer zu den Fischtown Pinguins Bremerhaven, für die er ab der Saison 2018/19 seine Schlittschuhe schnürte. Im März 2020 gaben die Bremerhavener bekannt, dass Feser den Verein verlassen würde und er ab der Saison 2020/21 für den ERC Ingolstadt aufläuft. Bei den Ingolstädtern verbrachte der Deutsch-Kanadier insgesamt drei Spielzeiten, die mit dem Erreichen der Finalserie um die Meisterschaft in der Saison 2022/23 endeten. Im Anschluss an sein Engagement dort wechselte Feser zur folgenden Spielzeit zum Ligakonkurrenten Grizzlys Wolfsburg, wo er einen Dreijahresvertrag unterzeichnete.

## Erfolge und Auszeichnungen
- 2009 Silbermedaille bei der World U-17 Hockey Challenge
- 2013 WHL West First All-Star Team
- 2023 Deutscher Vizemeister mit dem ERC Ingolstadt

## Karrierestatistik

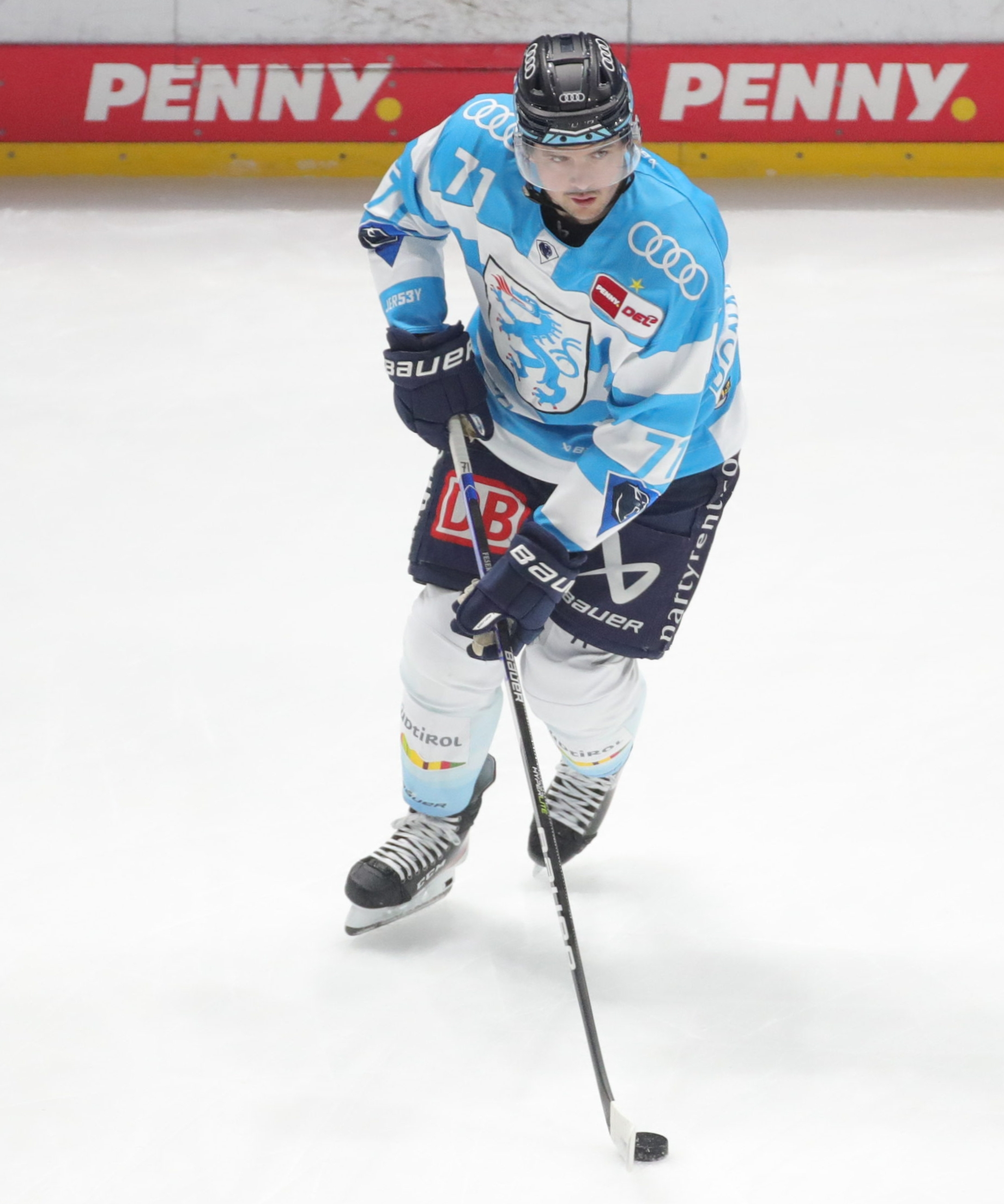
Feser im Trikot des ERC Ingolstadt (2022)

Stand: Ende der Saison 2024/25

### International
Vertrat Kanada bei:
- World U-17 Hockey Challenge 2009

(Legende zur Spielerstatistik: Sp oder GP = absolvierte Spiele; T oder G = erzielte Tore; V oder A = erzielte Assists; Pkt oder Pts = erzielte Scorerpunkte; SM oder PIM = erhaltene Strafminuten; +/− = Plus/Minus-Bilanz; PP = erzielte Überzahltore; SH = erzielte Unterzahltore; GW = erzielte Siegtore; 1 Play-downs/Relegation; Kursiv: Statistik nicht vollständig)